# Tiếng Qoqmončaq
Tiếng Qoqmončaq là một ngôn ngữ hỗn hợp dựa trên tiếng Kazakh, tiếng Mông Cổ và tiếng Solon, được nói bởi khoảng 200 người ở Khu tự trị Duy Ngô Nhĩ Tân Cương thuộc Cộng hòa Nhân dân Trung Hoa.